# Edwin Uehara
Pour les articles homonymes, voir Uehara.
Edwin Uehara (上原 エドウィン, Uehara Edwin) est un footballeur nippo-péruvien, né le 21 juillet 1969 à Lima.

## Biographie
Formé au Deportivo AELU, grande pépinière de footballeurs d'origine japonaise au Pérou, Edwin Uehara signe pour le Sporting Cristal en 1989.
Dans les années 1990, profitant de sa double nationalité, Uehara s'envole pour le Japon et joue notamment pour les Urawa Red Diamonds entre 1992 et 1995. Revenu au Pérou, il s'enrôle à Universitario de Deportes en 1997 mais y joue très peu (seulement quatre matchs, tous amicaux de surcroît). Il est cédé au FBC Melgar la même année. Il met fin à sa carrière en 2000 au sein du club de ses débuts, le Deportivo AELU.